# Ilim
Der Ilim (russisch Илим) ist ein 589 km langer rechter Nebenfluss der Angara im asiatischen Teil Russlands.

## Verlauf
Der Ilim entspringt in etwa 800 m Höhe auf dem Lena-Angara-Plateau und durchfließt dieses in einem meist engen Tal in nördlicher Richtung, etwa parallel zur Angara und zum Oberlauf der Lena. Dabei bleibt der Fluss auf dem Territorium der Oblast Irkutsk. 40 km südlich der Stadt Ust-Ilimsk (russisch ustje Ilima für Ilim-Mündung) mündet der Ilim in die Angara. Seit 1977 ist die Angara bei Ust-Ilimsk zum Ust-Ilimsker Stausee aufgestaut, und mit ihr der Unterlauf des Ilim bis oberhalb Schelesnogorsk-Ilimski (Wasserspiegel bei 296 m).

## Einzugsgebiet, Hydrologie und Zuflüsse
Das Einzugsgebiet des Ilim umfasst 30.300 km². Der Ilim gefriert von Ende Oktober bis Anfang Mai. Die mittlere Wasserführung (MQ) beim Dorf Sotnikowa (52 km oberhalb der Mündung) betrug vor der Aufstauung des Ust-Ilimsker Stausees 139 m³/s. Während der Schneeschmelze im Mai treten die größten monatlichen Abflüsse auf. Die wichtigsten Nebenflüsse sind von rechts Kotschenga und Tuba sowie von links die Tschora.

## Wirtschaftliche Bedeutung
Vom 17. bis 19. Jahrhundert war der Ilim Bestandteil der Lena-Treidelroute (russisch Lenski wolok), welche über Ilim, Muka und Kuta die Angara mit der Lena verband. Die Schifffahrt wurde dabei durch die Simacha-Stromschnelle (russisch Simachinski porog) acht Kilometer oberhalb der Mündung des Ilim erschwert. Seit der Überstauung dieser und weiterer Stromschnellen ist der Ilim auch für größere Schiffe im Bereich des Ust-Ilimsker Stausees schiffbar (auf gut 200 km bis Schestakowo bei Schelesnogorsk-Ilimski). Bei Schestakowo (Station Sredneilimskaja) überquert auch die Baikal-Amur-Magistrale auf einer 450 Meter langen Brücke den Fluss. Dies ist die einzige Eisenbahnbrücke über den Ilim; die gut 50 km flussabwärts gelegene Brücke im Verlauf der Straße Bratsk–Ust-Kut ist die einzige Straßenbrücke.